# Mirine u Otoku
Mirine su kasnoantički sakralni kompleks s grobljem između Botičinih i Virinih kuća u Otoku na Cetini. Otkrili su ga 1955. godine, sasvim slučajno, arheolozi Branimir Gabričević i Antun Ercegović tijekom istraživanja sojeničkog naselja iz eneolitika na nekadašnjem cetinskom otoku Dugišu.

## Podrijetlo imena
Ime Mirine, zanimljivo je, živjelo je stoljećima u narodu, bez obzira na to što je kompleks bio zatrpan zemljom. Etimološki upućuje na kroatiziranu uvećanicu latinske imenice "murus" (mir) u značenju "zidine, razvaline, ruševine". Javlja se u istome funkcionalnom značenju i na širem pojasu jadranskoga antičkog areala (usp. Mirine kod Omišlja na Krku i sl.).

## Otkriće i lokalitet
Koncem listopada 1955. arheolog Branimir Gabričević, tadašnji ravnatelj Arheološkoga muzeja u Splitu i voditelj iskapanja u Cetinskoj krajini, objavio je u Slobodnoj Dalmaciji sljedeće:
"Nekoliko godina prije Drugog svjetskog rata neki seljak iz Otoka kod Sinja naišao je pri oranju nekoliko ulomaka u muljici na kojima su sačuvani ostaci figuralne i ornamentalne plastike. Ulomci su dospjeli u splitski Arheološki muzej i stručnjaci su zaključili da je u selu Otoku (o kojem se kao arheološkom lokalitetu dotad nije znalo) morao postojati neki značajniji kasno-antikni centar i da spomenuti fragmenti po stilskim karakteristikama svog plastičnog ukrasa spadaju u vrlo osebujni krug kulturnih spomenika starokršćanskog doba, određenije rečeno – u onaj specifični kasno-antikni krug, poznat po otkrivenim spomenicima u Bosni."
"Seljak iz Otoka" koji je 30-ih godina odnio ulomke ornamentalne plastike antičkoga razdoblja u Sinj bio je iz obližnjih kuća. Neke stare Botičine i Virine kuće djelomično su napravljene od grobnih ploča muljike koje su bile razbacane uokolo Mirina. Njiva s Mirina pripadala je pak jednoj otočkoj obitelji iz Žižića.
Nakon što je od susjeda dobio poprilično sigurne indicije o položaju gdje bi se morala nalaziti arhitektura u kojoj su spomenuti ulomci sačinjavali dio ukrasnoga namještaja, Gabričević je početkom listopada 1955. zajedno s muzejskim preparatorom Antunom Ercegovićem započeo kopati Žižića njivu na Mirinama. Nakon nekoliko dana, u intenzivnom se kopanju otkrila dugo očekivana otočka arheološka "enigma" – bazilika, a o njoj je Gabričević u navedenom članku s ushićenjem napisao:
"Poslije nekoliko dana istraživanja otkriven je objekt prilično velike kulturno-historijske važnosti. Radi se o bazilici relativno velikih dimenzija (dužina 23 m), koja je građena – barem jednim dijelom – na vrlo impozantnim grobnim komorama. Tlocrt bazilike s pronađenim predmetima ukrasnog namještaja, s očuvanim podom i nusprostorijama, djeluje vrlo impresivno, tako da stanovništvo Otoka izražava želju za očuvanjem i konzerviranjem tog dragocjenog spomenika."
Pronađena je, dakle, jednobrodna crkva iz kasnoantičkoga razdoblja s nekoliko pomoćnih prostorija uz južni i sjeverni zid (grobne kapele i krstionica). Impresivna je grobna komora prigrađena uz narteks na zapadnoj strani, a krstionica – uzdužna pravokutna prostorija s apsidom i krsnim zdencem u obliku grčkoga križa – prislonjena je uz južni zid lađe. Glavni je brod crkve završavao na istoku polukružnom apsidom u kojoj su bile smještene subselije i katedra. Pronađena je znatna količina osebujne plastike izvedene stilom kasnoantičke rustike dalmatinskoga zaleđa.
Budući da je imala krstionicu, a u glavnoj apsidi klupe za visoki kler, spomenuti je arheolog pretpostavio kako je ovdje bilo sjedište do danas neubicirane biskupije Ludrum, osnovane negdje u dalmatinskom zaleđu na Drugom salonitanskom sinodu 533. godine. Spomenuta se pretpostavka nerealna jer crkvu na Mirinama ne prate ni kasnoantički nalazi kao ni kasnija crkvena tradicija, premda je život na Cetini
"bujao" na sedam njezinih otoka od ranoga neolitika pa sve do ranosrednjovjekovnoga razdoblja. Uz to, reprezentativno je sojeničko naselje otkriveno na najvećem otoku Dugišu, koji se nalazi manje od pola kilometra od Mirina. Valja spomenuti da je lijeva strana Cetine s osnutkom kolonije u Aequumu – današnji Čitluk – bila naseljena rimskim veteranima, koji su uz vinicilnu cestu od Čitluka do Trilja imali svoje kuće i imanja. Bogato izgrađena crkva na Mirinama mogla je uistinu biti plod njihovih ruku, ali bi o eventualnoj katedralnoj crkvi uistinu bilo pretjerano govoriti. Zanimljiva je pretpostavka Ante Miloševića da su otočke Mirine, odnosno crkveni kompleks, podigle izbjeglice iz Sirmija koje su bježale prema Saloni nakon pada carskoga grada Sirmija pod Avare 582. godine.
Arheologinja Branka Migotti pretpostavlja da su ostaci starokršćanske građevine "vjerojatno prenijeli posvetu apostolu Luki na današnju župnu crkvu". Je li štovanje apostola Luke u ovome kraju bilo prisutno s najranijom pojavom kršćanstva ili je tekovina mlađe tradicije, pitanja su kojima će se teško dati pravovaljanoga odgovora.
Jedno je sigurno: u nemirnim je ranosrednjovjekovnim vremenima starokršćanska crkva podno Glavičice napuštena i ubrzo zaboravljena te u narednome razdoblju – pretpostavljamo – zamijenjena crkvom na obližnjem brijegu Glavičici, po običaju i vjerovanju slavenskoga naroda koji su crkve najradije podizali na uzvisinama. Tomu dodajmo da do danas nije riješena ubikacija kasnosrednjovjekovne "Crkve svetoga Luke u blizini Cetine", kako se bilježi u srednjovjekovnim vrelima, a jedino se u cijeloj Cetinskoj krajini Evanđelist Luka štuje u Otoku.

## Riječ za budućnost
Unatoč reprezentativnom ostatku najstarijega kršćanstva u Cetinskoj krajini, Mirine su danas u derutnome stanju: niti je dobro napravljena konzervacija lokaliteta, niti su objavljeni rezultati arheološkog istraživanja iz 1955. godine.